# Конвой № 2302
Конвой № 2302 — невеликий японський конвой часів Другої світової війни, проведення якого відбувалось у жовтні — листопаді 1943 року.
Конвой сформували для проведення групи транспортних суден із Рабаула — головної бази в архіпелазі Бісмарка, з якої японці вже два роки провадили операції на Соломонових островах та сході Нової Гвінеї. Місцем призначення при цьому був атол Трук (Чуук) у східній частині Каролінських островів, який до лютого 1944 року виконував роль транспортного хабу, через який йшло постачання японських сил у кількох архіпелагах (ще до війни на Труку створили потужну базу ВМФ).
До складу конвою № 2302 увійшли транспорти «Ямагірі-Мару» та «Нікко-Мару», ескорт забезпечував мисливець за підводними човнами CH-33.
30 жовтня 1943 року конвой вийшов із Рабаула, а вранці 4 листопада досяг Труку без втрат.